# 洛斯阿尔卡萨雷斯
洛斯阿尔卡萨雷斯，是西班牙穆尔西亚自治区的一个市镇。总面积20平方公里，总人口8470人（2001年），人口密度424人/平方公里。